# I'll Stand by You

Trilha Sonora "A Viagem Internacional", lançada pela Somlivre em 1994 na ocasião da exibição da novela, onde a canção esteve incluída.

I'll Stand by You (em português: "Eu Estarei Com Você") é uma canção de 1994, gravada pela banda The Pretenders, foi lançado como o segundo single do sexto álbum de estúdio da banda, Last of the Independents. A canção foi escrita pela vocalista da banda, Chrissie Hynde em colaboração de Tom Kelly e Billy Steinberg. É uma das músicas de maior sucesso da banda, alcançou o 16º lugar na parada Billboard Hot 100 nos Estados Unidos, o 10º lugar no Reino Unido, e o top 30 em vários países.

## No Brasil
A canção fez parte da trilha sonora internacional do remake "A Viagem", exibida em 1994 pela Rede Globo, como tema da personagem Estela, interpretada por Lucinha Lins.

## Covers Oficiais
- Em 2005, a cantora americana Patti Labelle, fez um cover para o seu álbum Classic Moments, e também apresentou a música World Music Awards daquele ano.[3]
- Em 2006, o cantor britânico Rod Stewart fez um cover da música e lançou em seu álbum Still the Same ... Great Rock Classics of Our Time.[4]
- Em 2007, foi regravada pela cantora country Carrie Underwood como um single de caridade, gravado para o especial do American Idol - Idol Gives Back, que foi ao ar em 25 de abril de 2007.[5] A versão de Carrie chegou ao 6º lugar na Billboard Hot 100.
- Em 2010 a cantora colombiana Shakira, lançou como single promocional de caridade para a campanha Hope for Haiti Now.[6] A versão foi gravada ao vivo no evento transmitido pela televisão em 22 de janeiro de 2010 em Nova York.
- Em 2009, o falecido ator e cantor americano Cory Monteith cantou a música no episódio "Ballad", na primeira temporada da série Glee, e a versão foi lançada no álbum Glee: The Music, Volume 2 . Após a morte de Monteith em 2013, sua colega de elenco Amber Riley cantou "I'll Stand By You" no terceiro episódio da quinta temporada "The Quarterback", que foi dedicado a Monteith.[7]
- Em 2011, a cantora britânica Kim Wilde gravou um cover da música, que foi lançada como faixa bônus em seu álbum Snapshots.[8]
- Em 2017, a atriz e cantora americana Idina Menzel gravou a música para a trilha sonora do remake do filme Beaches, do canal Lifetime.[9]

## Desempenho nas Paradas
| Principais Paradas (1994)                     | Posição |
| --------------------------------------------- | ------- |
| Austrália (ARIA)                              | 8       |
| Bélgica (Ultratop 50 Flanders)                | 7       |
| Canadá (RPM)                                  | 12      |
| Europa (Eurochart Hot 100)                    | 32      |
| França (SNEP)                                 | 29      |
| Alemanha (Official German Charts)             | 58      |
| Irlanda (IRMA)                                | 22      |
| Itália (Music & Media)                        | 8       |
| Nova Zelândia (Recorded Music NZ)             | 20      |
| Polônia (LP3)                                 | 4       |
| Escócia (OCC)                                 | 14      |
| Suécia (Sverigetopplistan)                    | 21      |
| Reino Unido (OCC)                             | 10      |
| Estados Unidos (Billboard Hot 100)            | 16      |
| Estados Unidos (Billboard Adult Contemporary) | 21      |
| Estados Unidos (Billboard Mainstream Top 40)  | 11      |
| Principais Paradas (1995)                     | Posição |
| Estados Unidos (Billboard Hot 100)            | 95      |

## Versão de Girls Aloud
"I'll Stand by You" é o título do 7° single do grupo pop britânico Girls Aloud, e o terceiro do seu segundo álbum de estúdio, What Will the Neighbours Say?. O single foi lançado em 15 de novembro de 2004 pela gravadora Polydor Records. a canção efoi usada como a canção oficial da campanha de caridade "Children in Need" de 2004.
Em 2007, a cantora Carrie Underwood regravou a canção para o especial de caridade do programa American Idol, o Idol Gives Back. Um clipe da regração foi filmado na África. O cover de Carrie Underwood atingiu a prosição #6 na parada Hot 100 da Billboard. A cantora Shakira interpretou a canção na maratona televisiva Hope for Haiti Now: A Global Benefit for Earthquake Relief com o intuito de reverter fundos para a recuperação do Haiti.

### Lançamento e Recepção
A regravação feita pelas Girls Aloud de "I'll Stand by You" não foi bem recebida pela crítica. O jornal "The Guardian" elogiou o álbum do grupo, What Will the Neighbours Say?, mas classificou a música como "uma condenação ao tédio".
Apesar disso, e por ser uma música com fins beneficentes, conseguiu chegar ao primeiro lugar do UK Singles Chart, vendendo 57.597 cópias apenas na sua primeira semana.

### Videoclipe
O vídeo das Girls Aloud para a regravação de "I'll Stand by You" começa com cada uma das garotas deitada ou sentada na areia, em uma espécie de deserto, com muitas pedras e troncos secos à sua volta. No ponto alto do vídeo, as garotas fazem um círculo, uma tempestade começa, há relâmpagos e um vento forte. Em uma versão especial do vídeo para o "Children In Need", há uma cena onde as garotas estão com "Pudsey", o urso de pelúcia mascote da campanha.

### Faixas e formatos
Esses são os principais formatos e tracklists lançados do single de "I'll Stand by You".
| UK CD1 (Polydor Records) |                                                |      |
| 1.                       | "I'll Stand by You"                            | 3:42 |
| 2.                       | "Real Life"                                    | 3:41 |
| UK CD2 (Polydor Records) |                                                |      |
| 1.                       | "I'll Stand by You"                            | 3:42 |
| 2.                       | "I'll Stand by You" (Tony Lamezma's Club Romp) | 5:05 |
| 3.                       | "What Will the Neighbours Say? Album Medley"   | 3:14 |
| 4.                       | "I'll Stand by You" (Video)                    | 3:44 |
| 5.                       | "I'll Stand by You" (Karaoke)                  | 3:44 |
| 6.                       | "I'll Stand by You" (Jogo)                     | -    |

### Versões Girls Aloud
Essas são as versões oficiais e remixes realizados em suas respectivas tracklists:
| Versão                      | Onde foi lançado                                                                    |
| --------------------------- | ----------------------------------------------------------------------------------- |
| Album Version               | What Will the Neighbours Say?, "I'll Stand by You" single, The Sound of Girls Aloud |
| Tony Lamezma's Club Romp    | "I'll Stand by You" single                                                          |
| Video                       | "I'll Stand by You" single, Girls on Film (DVD), Style (DVD)                        |
| Gravitas Vocal Dub Mix Edit | "Wake Me Up" single                                                                 |

#### Desempenho nas paradas
"I'll Stand By You" estreou em primeiro lugar no UK Singles Chart, tornando-se o segundo single das Girls Aloud a conseguir esse feito. O single vendeu 57.597 cópias apenas na primeira semana, permanecendo 2 semanas no topo da parada. No total, passou 9 semanas no Top 40, e foi o 34° single mais vendido de 2004 no Reino Unido. Na Irlanda, a canção atingiu a 3ª colocação, onde permaneceu por 4 semanas. No total, o single permaneceu 9 semanas no Top 10, e 15 semanas no Top 50.

#### Posição nas paradas
| Chart (2004)                | Posição |
| --------------------------- | ------- |
| Reino Unido - Singles Chart | 1       |
| Irlanda                     | 3       |
| Polónia                     | 51      |